# Карлос Хосе Гутьеррес де лос Риос
Карлос Хосе Гутьеррес де лос Риос-и-Роган-Шабо (исп. Francisco Gutiérrez de los Ríos; 11 июля 1742, Картахена — 23 февраля 1795, Мадрид) — испанский аристократ, военный, дипломат и писатель, 6-й граф де Фернан-Нуньес, гранд Испании второй степени, кавалер Ордена Золотого Руна и генерал-капитан Атлантического океана.

## Биография
Он родился в Картахене 11 июля 1742 года в семье Хосе Диего Гутьерреса де лос Риос-и-Сапата (1680—1749), 5-го графа Фернан-Нуньеса, гранда Испании второго класса, занимавшего должность посла, и его жены Шарлотты Фелисите де Роган-Шабо (1718—1750), дочери Луи Бретань-Алена де Рогана-Шабо (1679—1738), принца и герцога де Роган, пэра Франции и 4-го герцога Роган-Шабо, и его жены, Франсуазы де Роклор (1684—1741).
Его мать происходила из нормандской семьи, вероятно, Роган-Гемене, к которой принадлежал Фердинанд Максимилиан Мериадек де Роган (1738—1813), принц Роган-Гемене, архиепископ Бордо (1769), принц-архиепископ Камбре (1781), который был «первым нищим» императрицы Жозефины де Богарне, жены Наполеона Бонапарта.
По рождению он владел графством Фернан-Нуньес, обладавшим титулом гранда Испании второго класса, а также был рыцарем Ордена Алькантара, комендадором Десятиной Септено в указанном Ордене, фельдмаршалом королевских армий, кавалером Ордена Золотого рун и кавалером Большого креста Ордена Карлоса III, королевским камергером и испанским послом во Франции и Португалии.
Он воевал в Алжире, позже вернулся в Испанию, конкретно в Эль-Ферроль, где залечил свои раны в Военном Арсенале. Там он познакомился с Марией де ла Эсклавитуд Сармьенто де Сотомайор-и-Сааведра, 5-й маркизой Кастель-Монкайо, 3-й графиней Вильянуэва-де-лас-Ачас (сеньорой Валье-де-лас-Ачас в Галисии), грандессой Испании второго класса, 18-й сеньорой Игеры де Варгас, 18-й сеньорой городов Бургильос, Ла-Игера-де-Варгас, Вальверде и Лас-Аталаяс, 15-й сеньорой Сан-Фагундо, 10-й сеньорой Ла-Пульгоса и Кофрентес, сеньорой Эспадеро, почётной дамой Мальтийского ордена, на которой он женился в Табаре 23 ноября 1777 года. Эта женщина была изображена Франсиско де Гойей в период с марта по апрель 1786 года в герцогском дворце Фернан-Нуньес.
26 февраля 1778 года, через несколько месяцев после их свадьбы, он был назначен послом Испании в Лиссабоне. Его жена сопровождала его в политической роли, и, таким образом, в апреле 1785 года он сотрудничал в переговорах испанских инфантов Габриэля де Бурбона и Карлоты Хоакины де Бурбон с Марианной Викторией Португальской и будущим королём Португалии Жуаном VI. Из Лиссабона он отправился в Париж с той же должностью посла, где был непосредственным свидетелем Французской революции.
По возвращении в Испанию и в качестве администратора города Фернан-Нуньес в провинции Кордова он провёл важные реформы в соответствии с канонами Просвещения. Среди них выделяется восстановление зданий, повреждённых землетрясением 1755 года, строительство Фуэнте-де-лос-Каньос-Дорадос, кладбища рядом с отшельником Сан-Себастьян и, прежде всего, строительство Герцогского дворца для который был вдохновлён Дворцом нужд в Лиссабоне, где располагалось посольство Испании в Португалии.
На протяжении всей своей жизни он проявлял большой интерес к миру искусства и культуры и был автором многочисленных произведений, в которых рассказывал о своих путешествиях по Европе. Его наиболее важной работой была «Жизнь Карлоса III», и его «Письмо Д. Карлоса де лос Риоса, 12-го сеньора и 6-го графа Фернан-Нуньеса» своим детям (Париж, П. Дидо, 1791 г.) также интересно. Он также написал религиозное музыкальное произведение для трёх голосов под названием Stabat Mater.

## Брак и потомство
Брак был заключён по доверенности в Ферроле 23 июня 1777 года и лично в Табаре 23 ноября 1778 года с Марией де ла Эсклавитуд Сармьенто Киньонес (22 февраля 1760 — 13 ноября 1810), 5-й маркизой Кастель-Монкайо, 3-й графиней Вильянуэва-де-лас-Ачас (сеньорой из Валле-де-лас-Ачас в Галисии), грандессой Испании второго класса, дочерью Диего Мария де ла Эсклавитуд Сармьенто де Сотомайор-и-Сааведра-и-Фуэнмайор, 4-го маркиза Кастель-Монкайо, 2-го графа Вильянуэва-де-лас-Ачас (сеньора дель Валле-де-лас-Ачас в Галисии), гранда Испании второго класса, и его жены, Марии Хоакины Антонии де Гуадалупе де Касерес-и-Киньонес Санчес де Сильва-и-Варгас, 17-й сеньоры Ла-Игера-де-Варгас, 17-й сеньоры городов Бургильос, Ла-Игера-де-Варгас, Валверде и Лас-Аталаяс, 14-й сеньоры Сан-Фагундо, 9-й сеньоры Ла-Пульгоса и Кофрентес, сеньоры Эспадеро. От этого брака родилось семеро детей, среди них:
- Карлос Хосе Франсиско де Паула Гутьеррес де лос Риос-и-Сармьенто де Сотомайор (3 января 1779, Лиссабон — 27 ноября 1822, Париж), 7-й граф де Фернан-Нуньес (с 1795), 1-й герцог Фернан Нуньес (с 1817). Он женился на Марии Висенте Солис Виньянкур Лассо де ла Вега (ок. 1780 - 1840), 6-й герцогине Монтельяно, 4-й герцогине Арко, 12-й маркизе Миранда-де-Анта и 7-й графине Сальдуэнья (1780—1840)
- Эсколастика Гутьеррес де лос Риос и Сармьенто де Сотомайор (7 января 1783, Лиссабон — 15 декабря 1845, Херес-де-ла-Фронтера). Вышла замуж в первый раз в Мадриде 13 июня 1799 года за Хосе Мигеля де ла Куэва-и-де-ла-Серда, 12-го маркиза Куэльяра, 14-го герцога Альбуркерке (1775—1811). Её вторым мужем стал в Кадисе Франсиско Луис Перес де Грандальяна-и-Сьерра (ум. 1855), полковник кавалерии.
- Бруна Гутьеррес де лос Риос-и-Сармиенто де Сотомайор (род. 31 октября 1789), с 1808 года замужем за Рафаэлем Фернандесом де Кордова-и-Арготе, графом Менадо-Альто (1753—1815).

У него также было двое внебрачныx детей, усыновлённых его женой, которая предоставила им активы и доход в Касересе.
- Анхель Гутьеррес де лос Риос (род. 1771), внебрачный сын
- Камило Гутьеррес де лос Риос (1772—1840), внебрачный сын, узаконенный 23 февраля 1795 года, сын актрисы Гертруды Маруччи, известной как Ла Гальгилья.